# Graecopithecus
A Graecopithecus eredeti mandibuláját 1944-ben találták meg, "állítólag akkor került elő, amikor a megszálló németek háborús bunkert építettek". A mandibula egy nagyon kopott harmadik őrlőfog, egy második őrlőfoga gyökere és egy előmolaris töredéke az Athéntól északnyugatra fekvő Pyrgos Vassilissis nevű lelőhelyről származik  és a késő miocén korból származik. A terület feltárása nem lehetséges (1986-tól), mivel a tulajdonos úszómedencét épített a helyszínen.

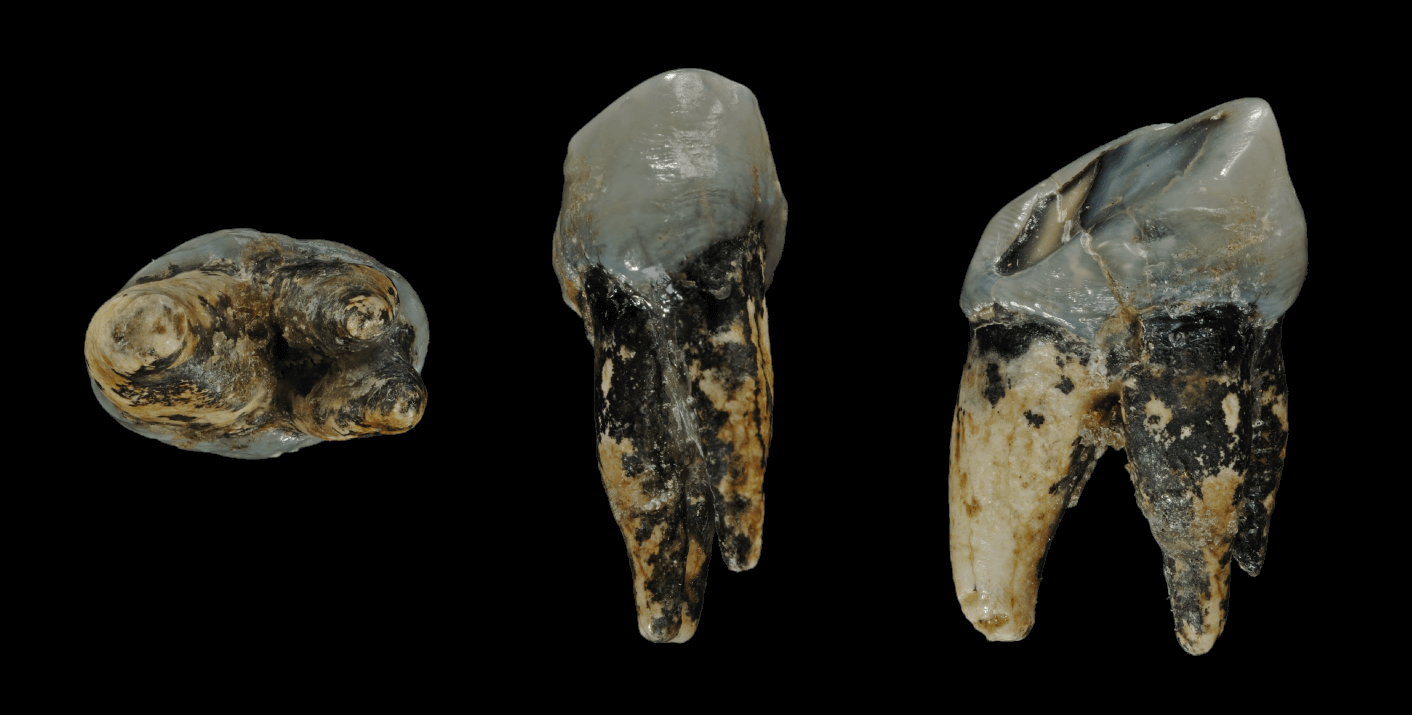
Graecopithecus fog (Azmaka, Bulgária)

## Rendszerezés
A G. freybergi valószínűleg ugyanaz a taxon, mint az Ouranopithecus macedoniensis.   Ez az emberféle a legkevésbé ismert az Európában megtalálhatóak közül.

## Fordítás
Ez a szócikk részben vagy egészben  a   Graecopithecus című angol Wikipédia-szócikk ezen változatának fordításán alapul.  Az eredeti cikk szerkesztőit annak laptörténete sorolja fel. Ez a jelzés csupán a megfogalmazás eredetét és a szerzői jogokat jelzi, nem szolgál a cikkben szereplő információk forrásmegjelöléseként.